# 에트루리아
에트루리아(Etruria)는 이탈리아 중부에 있던 옛 나라로 그 영토는 지금의 토스카나주, 라치오주, 움브리아주에 해당한다. 로마 공화정 이전에 이탈리아에 존재했던 주요 문명이다. 그리스어 문헌에는 티레니아(Tyrrhenia)라는 이름으로 언급되기도 한다.

## 고대 에트루리아
고대 에트루리아인이 어디서 기원했는지는 예부터 논쟁 대상이었다. 그리스 역사가 헤로도토스는 최초의 에트루리아인들이 기근을 피해 서쪽으로 항해해 온 소아시아의 서해안에서 온 리디아인이었다고 한다.(역사 제1권 94) 반면 할리카르나소스의 디오니시오스는 에트루리아인들이 이탈리아 본토 사람이었다고 주장한다.(고대 로마사 1권 25~30장) 오늘날 학계에서도 두 주장에 각각 나름의 증거가 있다.
에트루리아 문명은 고대 그리스처럼 도시 국가들로 이루어졌다. 12개의 도시들이 에트루리아 연맹을 결성했다. 처음에 이들 도시들은 왕들이 통치한 듯하다. 이 중 어떤 왕조는 과두지배체제로 대체되었다.
에트루리아에서는 금속세공업과 무역이 발달했다. 이들은 엘바섬의 철과 에트루리아의 구리를 자원으로 이용했고, 금, 은, 상아 등에도 숙련된 세공 기술이 있었다. 이들은 그리스 본토, 이집트, 레반트, 그리고 가장 중요한 카르타고와 긴밀하게 무역 활동을 했다.
에트루리아는 기원전 650년 경 이탈리아반도의 가장 유력한 세력으로 성장하였다. 북쪽으로 포강 유역, 남쪽으로 라치오주까지 그 영토를 확장하였고, 남부 이탈리아의 고대 그리스 식민지와 만나게 되었다.(마그나 그라이키아) 시칠리아나 마실리아의 그리스 도시들과 무역 경쟁을 벌이면서 에트루리아는 자연스럽게 카르타고와 동맹을 맺게 되었다.
에트루리아는 초기 로마에 정치적, 문화적, 종교적으로 분명한 영향을 끼쳤다. 로마(Roma)라는 이름 역시 에트루리아어에서 유래했다. BCE 750년경에 건국된 로마의 초대 왕들은 에트루리아와 연계되어 있었고, 로마에 에트루리아인 왕조가 들어서 100년 동안 지배하기도 했다. 로마는 농촌에서 거대한 도시로 성장하였다. 또 로마의 간선 도로인 거룩한 길(라틴어: Via Sacra)의 건설도 이때 시작되었다. 또 에트루리아는 고대 그리스의 문화를 수입하여 로마에 자리잡게끔 했다. 또 그리스 문자에서 온 에트루리아 문자로 로마 문자가 만들어졌다.

## 생활
고대 에트루리아인은 상아로 만든 주사위, 체스와 백개먼으로 놀았으며, 레슬링, 달리기, 복싱, 승마와 같은 스포츠를 즐겼다.
고대 에트루리아인은 음악과 춤을 좋아하였다. 그들은 수금을 이용하여 음악을 만들었다. 그들의 춤은 신에게 숭배를 하기 위해 하는 것이다.
고대 에트루리아인은 계급구분에 관한 의식이 강했다. 처음에는 높은 계급이 없었다. 전쟁에서 포로로 잡힌 사람들이 곡예사나 노예가 될 뿐이었다. 시간이 지나 그들은 3계급으로 나뉘었다. 가장 높은 계급은 귀족이나 땅을 소유하는자, 부자, 성직자들이 차지했다. 중간은 농부들과 도시에서 일하는 사람들이 대부분 차지했다. 가장 낮은 계급은 노예가 차지했다.

## 도시
라틴어와 이탈리아어 명칭은 옆 삽입어구에 넣었다:
- 아리팀 (Arretium, Arezzo)
- 카이스라 (Caere, Cerveteri)
- 클레브신 (Clusium, Chiusi)
- 쿠르툰 (Cortonium, Cortona)
- 펠라트리 (Volaterrae, Volterra)
- 푸플루나 (Populonium, Populonia)
- 파루시아 (Perusia, Perugia)
- 타르크나 (볼스키어 Anxur) (Tarracina, Terracina)
- 타르크날 (Tarquinii, Tarquinia)
- 베이이 (Veii, Veio)
- 베틀루나 (Vetulonium, Vetulonia)
- 비프술 (Faesulae, Fiesole)
- 벨크 (Vulci, Volci)
- 벨즈나 (Volsiniia, Volsinii)

## 근대 에트루리아 왕국
에트루리아라는 이름은 19세기에 다시 한번 에트루리아 왕국이라는 이름으로 역사에 등장하게 된다. 다만 이 나라는 고대 에트루리아와는 관련이 없다. 프랑스의 나폴레옹 1세가 토스카나에 세운 나라로 1801년부터 1807년까지 존재했다.

## 같이 보기
- 에트루리아인
- 에트루리아어
- 에트루리아 신화
- 에트루리아 왕국